# Naarda abnormalis
Naarda abnormalis là một loài bướm đêm thuộc họ Noctuidae.